# United States District Court for the Southern District of New York
Der United States District Court for the Southern District of New York (im Falle von Zitaten, S.D.N.Y.) ist ein United States District Court, dessen geographische Zuständigkeit acht Bezirke des Bundesstaates New York umfasst. Zwei dieser Bezirke befinden sich in New York City: New York (Manhattan) und Bronx; sechs davon liegen innerhalb des Bundesstaates außerhalb von New York City (downstate): Westchester County, Putnam County, Rockland County, Orange County, Dutchess County und Sullivan County. Berufungen aus dem südlichen Distrikt von New York werden an den United States Court of Appeals for the Second Circuit weitergeleitet (mit Ausnahme von Patentansprüchen und Ansprüchen gegen die US-Regierung nach dem Tucker-Gesetz, gegen die beim Federal Circuit Berufung eingelegt wird).
Da der Südliche Bezirk von New York Manhattan abdeckt, ist er seit langem eines der aktivsten und einflussreichsten Bundesbezirksgerichte der Vereinigten Staaten. Der Bezirk hatte mehrere prominente Richter auf seiner Richterbank, darunter Learned Hand, Michael Mukasey und Sonia Sotomayor sowie viele der United States Attorneys. Die Staatsanwälte des Bezirks waren prominente amerikanische juristische und politische Persönlichkeiten wie Elihu Root, Henry L. Stimson, Robert Morgenthau, Rudy Giuliani, James Comey, Michael J. Garcia und Preet Bharara.